# Isaías Golgher
Isaías Golgher (Chișinău, 1905 — Belo Horizonte, 2000) foi um historiador e ensaísta nascido na Bessarábia e radicado no Brasil em 1924. 

## Biografia
Graduado em História pela Universidade de Paris-Sorbonne, escreveu, dentre outros livros, Leninismo, uma análise marxista, Guerra dos Emboabas, A tragédia do comunismo judeu, O universo físico e humano de Albert Einstein, Marx: mito do século XX, A evolução histórica do povo judeu. 
Em 2010 foi criado o  Prêmio Isaías Golgher, pelo Núcleo de Estudos Judaicos da Universidade Federal de Minas Gerais e do Instituto Cidades Criativas, em Belo Horizonte.